# San Jose (Dinagat Islands)
San Jose is een gemeente in de Filipijnse provincie Dinagat Islands op het eiland Dinagat. Bij de laatste census in 2007 telde de gemeente ruim 28 duizend inwoners.

## Geografie

### Bestuurlijke indeling
San Jose is onderverdeeld in de volgende 12 barangays:
| - Aurelio - Cuarinta - Don Ruben Ecleo - Jacquez - Justiniana Edera - Luna | - Mahayahay - Matingbe - San Jose - San Juan - Santa Cruz - Wilson |

## Demografie
San Jose had bij de census van 2007 een inwoneraantal van 28.398 mensen. Dit zijn 2.866 mensen (11,2%) meer dan bij de vorige census van 2000. De gemiddelde jaarlijkse groei komt daarmee uit op 1,48%, hetgeen lager is dan het landelijk jaarlijks gemiddelde over deze periode (2,04%). Vergeleken met de census van 1995 is het aantal mensen met 917 (3,3%) toegenomen.

De bevolkingsdichtheid van San Jose was ten tijde van de laatste census, met 28.398 inwoners op 27,8 km², 988,5 mensen per km².